# Enyimba-International-Stadion
Das Enyimba-International-Stadion (englisch Enyimba International Stadium) ist ein Stadion in der nigerianischen Stadt Aba. Es fasst 25.000 Zuschauer und wird zurzeit hauptsächlich als Fußballstadion genutzt. 
Der heimische Fußballverein FC Enyimba trägt hier seine Heimspiele aus.